# (33603) Saramason
1999 JQ55 (asteroide 33603) é um asteroide da cintura principal. Possui uma excentricidade de 0.02176650 e uma inclinação de 5.97567º.
Este asteroide foi descoberto no dia 10 de maio de 1999 por LINEAR em Socorro.